# Anne-Sofie Østvedt
Anne-Sofie Østvedt, ps. „Åse Berge”, „Astrid Ødegård”, „Aslak” (ur. 2 stycznia 1920 w Oslo, zm. 16 listopada 2009 w Sande) – norweska chemiczka i bojownik norweskiego ruchu oporu, jedna z liderów norweskiej organizacji wywiadowczej XU.
W 1939 rozpoczęła studia z nauk ścisłych na Uniwersytecie w Oslo, przerwała je jednak przez wybuch wojny. Po niemieckiej inwazji na Norwegię zaangażowała się w wydawanie podziemnej prasy. W 1941 dołączyła do organizacji XU. Od 1942 roku była poszukiwana przez gestapo i musiała żyć w ukryciu. W 1943 została zastępcą szefa organizacji XU, Øisteina Strømnæsa. 
Po zakończeniu II wojny światowej, latem 1945 roku wyjechała studiować chemię na Uniwersytecie Kalifornijskim w Berkeley. W 1946 wzięła w USA ślub z Øisteinem Strømnæsem. W 1951 para powróciła do Norwegii.
Odmówiła przyjęcia wszystkich odznaczeń nadanych jej za swoją działalność podczas II wojny światowej.